# Frøken Fut
Frøken Fut (originaltitel Along Came Ruth) er en amerikansk stumfilm fra 1924 af Edward F. Cline.

## Medvirkende
- Viola Dana som Ruth Ambrose
- Walter Hiers som Plinty Bangs
- Tully Marshall som Israel Hubbard
- Raymond McKee som Allan Hubbard
- Victor Potel som Oscar Sims
- Gale Henry
- DeWitt Jennings som Miles Standish
- Adele Farrington som Widow Burnham
- Brenda Lane som Annabelle Burnham
- Nelson McDowell som Nathan Hodge
- Valentine Black